# Goephanes pacificus
Goephanes pacificus là một loài bọ cánh cứng trong họ Cerambycidae.